# Richeza de Lorena
Richeza de Lotaringia (también llamada Richenza, Rixa, Ryksa; nacida aproximadamente 995/1000– 21 de marzo de 1063) fue una noble alemana, miembro de la dinastía de los Ezónidas. Se casó con el duque Mieszko II Lambert, posteriormente rey de Polonia, convirtiéndose en reina de Polonia. Regresó a Alemania tras la deposición de su marido en 1031. Posteriormente se hizo monja, y actualmente recibe culto como Beata Richeza de Lotaringia.
Richeza tuvo tres hijos conocidos: Casimiro I el Restaurador, Riquilda, reina de Hungría, y Gertrudis, gran princesa de Kiev. En 2009 se la consideró también madre putativa de Ágata, esposa de Eduardo el Exiliado y madre de Margarita de Wessex. De ella descienden los gobernantes orientales de las dinastías Piasta, Rurikida, y Árpád. Cuatro de sus descendientes Árpád fueron canonizados: Isabel, landgravina de Turingia, Kinga, duquesa de Cracovia, y Margarita e Irene de Hungría. Fue beatificada junto con otra de sus descendientes, Yolanda, duquesa de Gran Polonia.

## Vida

### Familia
Fue la hija mayor de Ezzo (también llamado Ehrenfried), conde palatino de Lotaringia y su mujer, Matilde, hija del emperador Otón II y de Teófano.  Pudo ser incluso la primogénita de Ezzo y Matilde. A través de su madre, Richeza era sobrina del emperador Otón III (que concertó su matrimonio), Adelaida I Quedlinburg y Sofía I de Gandersheim.
Los padres de Richeza se casaron en 993, así que no pudo nacer antes de esa fecha. El historiador polaco Kazimierz Jasiński supone que era pocos años menor que su marido Mieszko II Lambert.

### Reina de Polonia
En 1000 durante el Congreso de Gniezno, se llegó aparentemente a un acuerdo entre Bolesłao I y el emperador Otón III. Entre las habituales conversaciones políticas, decidieron fortalecer lazos a través del matrimonio. Que Otón no tuviera hijos implicaba que las siete hijas de su hermana Matilde (la única de sus hermanas que se habían casado y tenían descendencia) eran novias potenciales para Mieszko, el hijo y heredero de Bolesław I; fue elegida la mayor de las sobrinas de Otón, Richeza. Aun así, la inesperada muerte de Otón en 1002, el cambio de orientación de la política imperial por parte de su sucesor Enrique II y las guerras entre Enrique y Bolesłao retrasaron la boda. El Emperador aprovechar para llegar a un acuerdo con la familia Ezónida y negoció una paz temporal con Polonia en Merseburgo. El matrimonio entre Mieszko y Richeza tuvo lugar en esa ciudad, probablemente durante las celebraciones de Pentecostés.
Tras el acuerdo de paz definitivo entre el imperio y Polonia, que fue firmado en 1018 en Bautzen, Richeza y Mieszko se mantuvieron en estrecho contacto con la corte alemana. En 1021 participaron en la consagración de parte de la catedral de Bamberg.
Bolesław I el Bravo murió el 17 de junio de 1025. Seis meses más tarde, el día de Navidad, Mieszko II Lambert y Richeza eran coronados rey y reina de Polonia por el arzobispo de Gniezno, Hipolit, en la catedral de Gniezno.
El reinado de Mieszko fue breve: en 1031, la invasión combinada de fuerzas alemanas y kievanas le obligaron a huir a Bohemia, donde fue encarcelado y castrado por órdenes del duque Oldrich. El medio hermano de Mieszko II, Bezprym tomó el gobierno de Polonia e inició una cruel persecución de los seguidores del Rey anterior.
La Crónica de Brauweiler informa que poco después de la huida de su marido, Richeza y sus hijos huyeron a Alemania con las Joyas de la corona real polaca, que fueron entregadas al emperador Conrado II. Posteriormente desempeñó un papel importante en negociar la paz entre Polonia y el Sacro Imperio. No obstante, los historiadores modernos descartan este relato.
Richeza y Mieszko II nunca llegaron a reencontrarse; según algunas fuentes, tampoco se divorciaron o separaron de manera oficial. Después del asesinato de Bezprym en 1032, Mieszko II fue liberado y regresó a Polonia, pero tuvo que dividir el país entre él, su hermano Otto y su primo Dytryk. Un año más tarde (1033), después de que Otto fuera asesinado y Dytryk expulsado del país, Mieszko II reunió Polonia bajo su poder. Sin embargo, su gobierno duró sólo un año: murió repentinamente el 10 o el 11 de julio de 1034, , probablemente asesinado a raíz de una conspiración.
El hijo de Richeza,Casimiro se encontraba por aquel entonces en la corte de su tío materno Hermann II, Arzobispo de Colonia. En 1037 el joven príncipe regresó a Polonia para recuperar su trono; aparentemente Richeza regresó junto a él, aunque esto es discutido. Poco después, una rebelión baronal — junto con la llamada reacción pagana — forzó a Casimiro y Richeza a huir nuevamente a Alemania.

### Regreso al Sacro Imperio

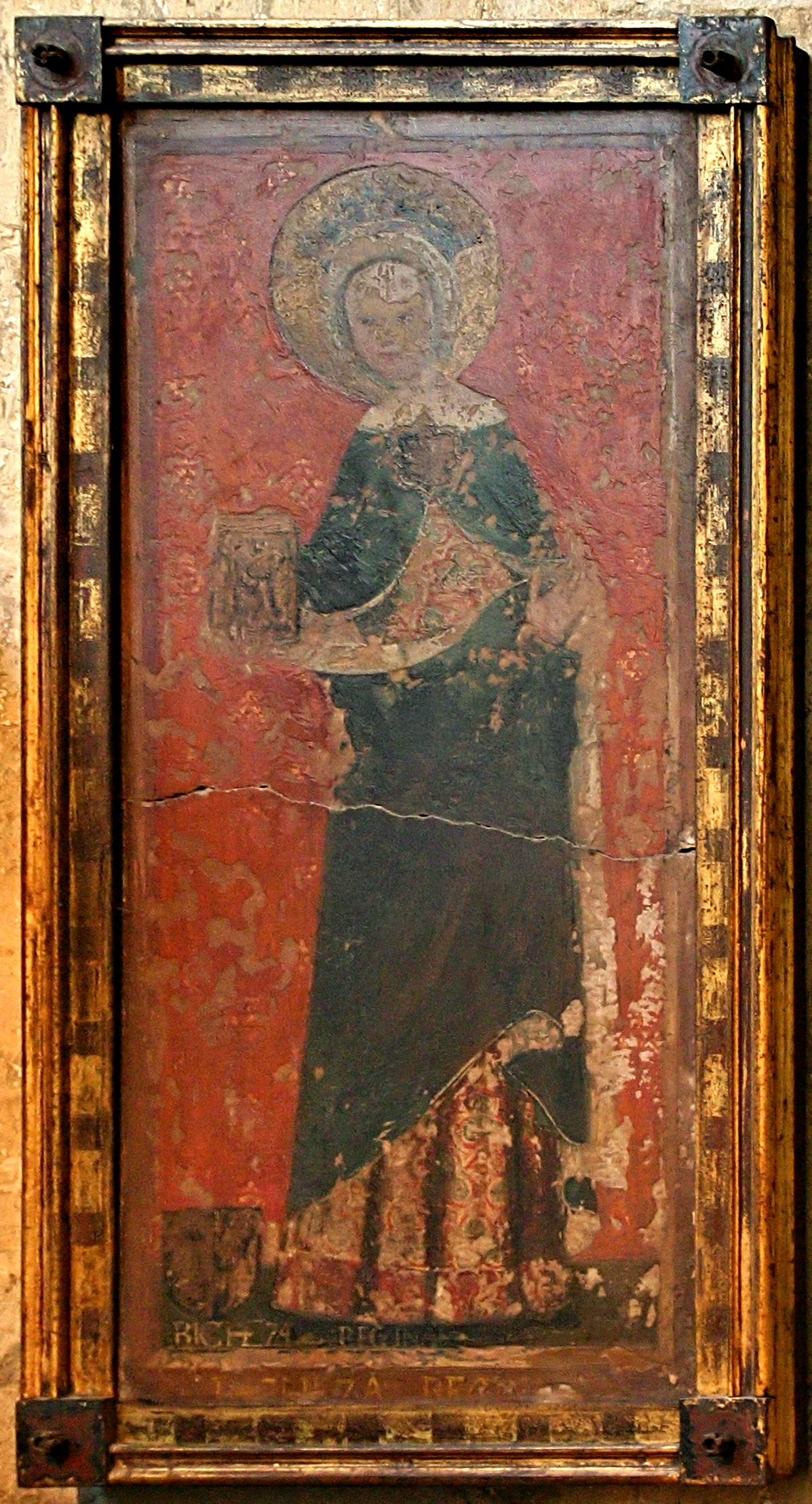
Imagen de Richeza en la Catedral de Colonia.

El regreso de Richeza a Alemania forzó una redistribución de la herencia de su padre, porque en el acuerdo previo no se había contemplado la posibilidad de que Richeza necesitara un sitio para vivir. Recibió Saalfeld, una posesión que no pertenecía a la zona del Bajo Rhin desde el que los Ezónidas trataban de construir un dominio coherente. Richeza todavía se titulaba Reina de Polonia, un privilegio que le fue otorgado por el Emperador. Desde allí dirigió la oposición polaca que apoyaba a su hijo Casimiro, que en 1039, con la ayuda de Conrado II, obtuvo finalmente el trono polaco. Entre 1040 y 1047 Richeza vivió en Klotten en la región del Mosela.
El 7 de septiembre de 1047, Otón, hermano de Richeza y último representante varón de los Ezónidas falleció y con él los objetivos territoriales y políticos de su familia. Richeza heredó gran cantidad de las posesiones de su familia.
La muerte de Otón parece haber afectado a Richeza; aparentemente, estaban muy unidos (Otón llamó a su hija única por ella. En su funeral en Brauweiler, según Bruno de Toul (posteriormente Papa León IX), Richeza depositó sus joyas en el altar y declaró que pasaría el resto de su vida como monja para preservar la memoria de la dinastía Ezónida. Otro objetivo era probablemente asegurar los restantes derechos dinásticos.
Una carta datada el 17 de julio de 1051 cuenta que Richeza participó en la reorganización de las propiedades Exónidas. Su hermana Teófano, abadesa de Essen, su hermano, Germán II, arzobispo de Colonia y Richeza transfirieron la abadía de Brauweiler a la archidiócesis de Colonia. Esto creó una disputa con el Emperador, ya que esta transferencia ya se había realizado bajo el reinado de Ezzo. Los hijos de Ezzo vencieron en la disputa.. El motivo de la operación podía ser el asegurar el futuro para los descendientes Ezónidas; de los diez hijos de Ezzo, sólo Richeza y Otón habían tenido hijos. Ninguno de ellos estaba en posesión de parte de la herencia. La transferencia a la diócesis diócesis, encabezada por Germán II y uno de los ezónidas jóvenes, aseguró la cohesión de la propiedad. En 1054 en conexión con algunas donaciones a la Abadía de Brauweiler, Richeza expresó su deseo de ser enterrada allí junto a su madre. Esta reorganización, que aparentemente se debía a la esperanza de que Hermann II sobreviviera a sus hermanas, fracasó, ya que falleció en 1056. El arzobispo de Colonia, Anno II, trató de aumentar el poder de su diócesis a expensas de los Ezónidas.
Richeza respondió a las ambiciones de Anno II  ambiciones con la renuncia formal de sus posesiones en Brauweiler al monasterio de Moselle, mientras se reservaba el uso vitalicio de las tierras. Brauweiler era el centro de la memoria Ezónida y lo quiso proteger independientemente de la posición económica de la familia. Richeza fue a entonces a Saalfeld, donde realizó acuerdos similares en favor de la diócesis de Würzburg. Anno II protestó infructuosamente contra estas regulaciones. Al final Richeza sólo mantuvo el control directo sobre las ciudades de Saalfeld y Coburg, pero retuvo el derecho de usar hasta su muerte otras siete ubicaciones en el Rhineland con sus ingresos correspondientes, y 100 libras de plata por año por la Archidiócesis de Colonia. Richeza murió el 21 de marzo de 1063 en Saalfeld.

### Controversia sobre el patrimonio de Richeza
Richeza fue enterrada en la iglesia de Santa María ad Gradus en Colonia  y no, como ella deseaba en Brauweiler. Esto fue debido al Arzobispo Anno II, que apeló a un acuerdo verbal con Richeza. El estado de Klotten donó la decoración funeraria de la iglisa, cuya relación con Richeza, Germán II y Anno II es incierta. Posiblemente Santa María fuera una obra inacabada del hermano de Richeza y fue completada por Anno II, que pretendía asegurarse parte del patrimonio Ezónida de esa manera. La abadía de Brauweiler reclamó la validez de la carta de 1051 y la entrega de los restos de la reina polaca.
La disputa concluyó en 1090 cuando el entonces arzobispo de Colonia, Hermann III, dictó a favor del monasterio de Brauweiler. Sin embargo, la tumba de Richeza permaneció en Santa María ad Gradus hasta 1816, cuándo fue trasladada a la catedral de Colonia. Su tumba se situó en la capilla dedicada a San Juan el Bautista en un sarcófago de madera clásico. Junto al ataúd cuelgan dos retratos medievales de Richeza y Anno II provenientes de la tumba original en Santa María ad Gradus.
Su tumba fue abierta en numerosas ocasiones después de su traslado a la catedral de Colonia. La última tuvo lugar en 1959 y reveló sus huesos. Según testigos, Richeza era de estatura pequeña y graciosa. Su clavícula mostró rastros de fractura. Las reliquias de Richeza fueron localizadas en la iglesia de San Nicolas en Brauweiler y trasladadas a la iglesia parroquial de Klotter en 2002.

### Actividades

#### Abadía de Brauweiler

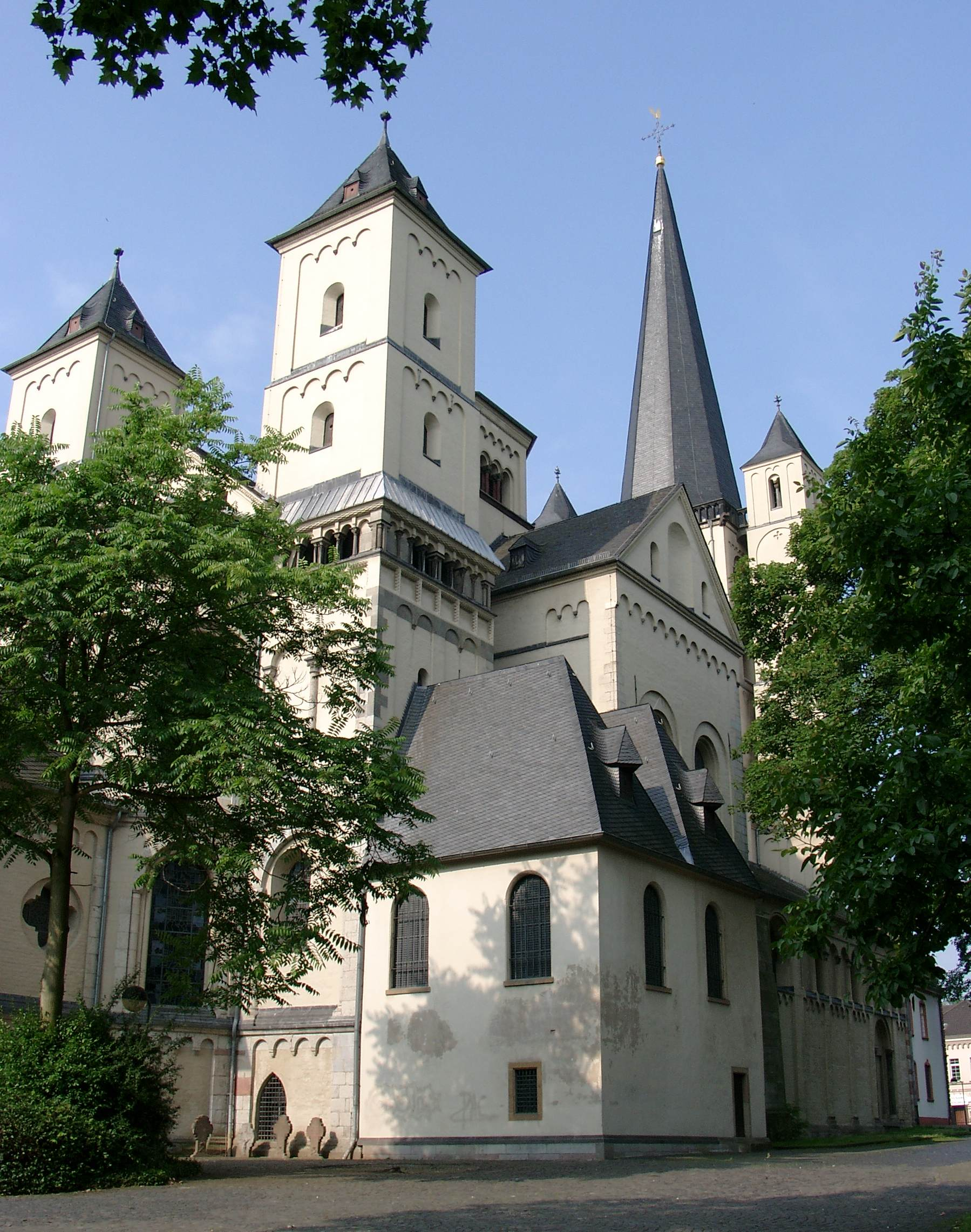
St. Nikolaus, iglesia de la antigua abadía de Brauweiler.

El más importante de los proyectos de Richeza fue la reconstrucción de la abadía de Brauweiler. Sus padres habían fundado Brauweiler, pero la iglesia original estaba modestamente dotada, lo que era incompatible con los objetivos territoriales de la dinastía. Después de la muerte de Otto, Richeza decidió hacer de Brauweiler el centro de la memoria familiar. Como el edificio original no se ajustaba aeste propósito, Richeza construyó una abadía nueva, que se ha conservado en buen estado. La cripta fue consagrada el 11 de diciembre de 1051. La consagración del resto de la construcción tuvo lugar el 30 de octubre de 1063, siete meses después de la muerte de Richeza.
El edificio tiene varias referencias a la Iglesia de Santa María im Kapitol de Colonia, fundada por Ida, la hermana de Richeza. Ambas criptas están dispuestas de la misma forma, aunque las bahías de Brauweiler, son más cortas. En la iglesia superior, hay claras referencias. Brauweiler es vista como una copia de la catedral de Colonia, probablemente gracias a la influencia del hermano de Richeza, Germán II, que en 1040 consagró la abadía de Stavelot.
Richeza planeó hacer de Brauweiler el mausoleo familia de los Ezónidas, y en 1051 enterró allí los restos de su hermana Adelaida, abadesa de Nivelles. En 1054 trasladó los restos de su padre desde Augsburgo para ser enterrado junto a su hermana.

#### El Evangelio de Richeza
El Libro del Evangelio de la reina Richeza (hoy en posesión del Universitäts- und Landesbibliothek Darmstadt), proviene de Santa María ad Gradus, donde Richeza tenía un espacio reservado en la nave central, normalmente ocupado por los Donantes. No está claro si fue realizado por iniciativa de Anno II, o de Richeza. Una indicación de la última tesis es el Libro de Evangelio. El manuscrito consta de 153 páginas en estilo pergamino en un formato de 18 x 13.5 cm. En 150 de las páginas del libro hay grabada una oración, lo que sugiere un dueño de alta cuna. Las páginas siguientes contienen entradas sobre la memoria de los Ezónidas. En ellas, además de Richeza, se menciona a Anno II y a los padres de Richeza. Las entradas pueden ser contadas entre los dibujos en el estilo de Códice reconocidas como del año 1100. El Códice fue elaborado alrededor de 1040, probablemente en Maasland, con ornamentación incompleta: Marcos y Lucas aparecen totalmente dibujados, pero solo en un esbozo previo. Mateo no fue dibujado. Otra indicación posible es la fecha del Códice: Después de 1047, cuando Richeza profesó como monja y no tenía necesidad de firma personal. Se desconoce si mantuvo su posesión y fue usado junto con otras reliquias de Anno II desde Santa Maria ad Gradus, o si los había donado antes de su muerte.

## Otras lecturas
- Kazimierz Jasiński, Rycheza, żona króla polskiego Mieszka II
- Klaus Gereon Beuckers: Die Ezzonen und ihre Stiftungen. Münster: LIT Verlag, 1993,   .
- Franz Xaver von Wegele (1889), «Richeza», Allgemeine Deutsche Biographie (ADB) (en alemán) 28, Leipzig: Duncker & Humblot, pp. 439-442.
- Amalie Fößel (2003). «Richeza, Königin von Polen († 1063)». Neue Deutsche Biographie (NDB) (en alemán) 21. Berlín: Duncker & Humblot. pp. 516-517; (texto completo en línea)